# Paracordyloporus porati
Paracordyloporus porati är en mångfotingart som beskrevs av Karl Wilhelm Verhoeff 1938. Paracordyloporus porati ingår i släktet Paracordyloporus och familjen Chelodesmidae. Inga underarter finns listade i Catalogue of Life.